# Elecciones generales del Reino Unido de 1841
En las elecciones generales del Reino Unido de 1841 los conservadores de Robert Peel lograron la mayoría en la Cámara de los Comunes. Los Whigs perdieron votos frente a la Asociación por la Derogación.

## Resultados
| Partido | Partido                      | Votos   | %    | Escaños | Dif. |
|         | Partido Conservador          | 306.314 | 50,9 | 367     | +53  |
|         | Whig                         | 273.902 | 46,9 | 271     | -73  |
|         | Asociación por la Derogación | 12.537  | 1,9  | 20      | +20  |
|         | Cartismo                     | 692     | 0,1  | 0       | 0    |